# Scotoecus pallidus
Scotoecus pallidus är en fladdermusart som först beskrevs av George Edward Dobson 1876.  Scotoecus pallidus ingår i släktet Scotoecus och familjen läderlappar. Inga underarter finns listade i Catalogue of Life. Isidore Geoffroy Saint-Hilaire etablerade under 1830-talet artepitet noctulinus men det är inte klargjort om han avsåg exakt samma art.

## Utseende
Exemplaren blir utan svans 49 till 59 mm långa, svanslängden är 27 till 41 mm och vikten varierar mellan 9 och 14 g. Arten har 34 till 39,5 mm långa underarmar, bakfötter av 6 till 11 mm längd och 9 till 15 mm långa öron. På ovansidan är håren nära roten ljusa och vid spetsen ljusbruna till rådjursbruna. Undersidan är täckt av ljusgrå päls och öronen samt flyghuden har en mellanbrun färg. Typiskt för huvudet är runda näsborrar, en bred nos samt öron med avrundade spetsar och en smal tragus. Hos Scotoecus pallidus sträcker sig svansflyghuden från hälsporren till svansens spets. Av svansen ligger endast en liten del utanför. Som hos andra släktmedlemmar är tandformeln I 1/3, C 1/1, P 1/2, M 3/3, alltså 30 tänder i hela tanduppsättningen.

## Utbredning och ekologi
Denna fladdermus förekommer med flera från varandra skilda populationer i östra Pakistan och norra Indien. Arten lever i låglandet och i bergstrakter upp till 2500 meter över havet. Den hittades i tropiska skogar där träden har taggar, men den kan antagligen leva i andra habitat också. Scotoecus pallidus vilar i bergssprickor, i byggnadernas murar och i trädens håligheter. I regionen förekommer stora tempereturskillnader med temperaturer nära frostpunkten under vintern och värden om 50 °C under sommaren. Den genomsnittliga årliga nederbörden är 650 mm.
I gömstället hittas upp till tio individer tillsammans. Två honor som registrerades i april var dräktiga med tvillingar. Scotoecus albofuscus från samma släkte jagar olika insekter.

## Hot
Antagligen påverkas beståndet av landskapsförändringar och av introducerade djur som utör konurrenter. Scotoecus pallidus har bra anpassningsförmåga. IUCN kategoriserar arten globalt som livskraftig.